# Essam El-Hadary
Essam Kamal Tawfik El-Hadary (arab. عصام الحضري, ur. 15 stycznia 1973 w Damietcie) – piłkarz egipski grający na pozycji bramkarza. Od 2018 występuje w Ismaily.

## Kariera klubowa
El-Hadary wychował się w klubie Damietta Club, gdzie występował do 1996 roku. Wtedy też przeszedł do Al-Ahly Kair, jednego z czołowych klubów w kraju, gdzie już na samym początku został pierwszym bramkarzem. Już w 1997 roku wywalczył swój pierwszy tytuł mistrza kraju, a następnie aż do 2000 roku jeszcze trzykrotnie z rzędu osiągnął ten sukces. Natomiast w 2001 i 2003 roku sięgnął po Puchar Egiptu. W sezonie 2004/2005 wywalczył następny tytuł mistrza kraju. W 2005 roku zdobył także Superpuchar Egiptu (trofeum to zdobywał też w dwóch kolejnych sezonach) i wygrał po raz pierwszy Afrykańską Ligę Mistrzów. W sezonie 2005/2006 swoją postawą przyczynił się do obrony przez Al-Ahly mistrzowskiego tytułu, a także drugiego z rzędu Pucharu Mistrzów oraz zdobycia kolejnego w karierze Pucharu Egiptu. Zdobył też brązowy medal w Klubowym Pucharze Świata 2006. W sezonie 2006/2007 wywalczył z Al-Ahly dublet – mistrzostwo oraz puchar kraju. W latach 2006 i 2007 zdobywał też Superpuchar Afryki.
Latem 2008 roku El-Hadary przeszedł do szwajcarskiego FC Sion, który zapłacił za niego 400 tysięcy dolarów. 20 lipca 2009 roku piłkarz odszedł do egipskiego Ismaily SC. W 2010 roku grał jeszcze w Zamaleku, a w 2011 roku odszedł do sudańskiego Al-Merreikh, skąd w styczniu następnego roku został wypożyczony do Al-Ittihad Aleksandria. Następnie grał w Wadi Degla SC i Ismaily SC. W 2015 wrócił do Wadi Degla SC.
Od 2017 do 2018 był piłkarzem saudyjskiego klubu Al-Taawon.

## Kariera reprezentacyjna
W reprezentacji Egiptu El-Hadary zadebiutował 1996 roku. W 1998 roku po raz pierwszy w karierze został powołany na Puchar Narodów Afryki, na którym jako rezerwowy wywalczył mistrzostwo Afryki. W kolejnych dwóch turniejach – w 2000 i w 2002 roku – dochodził z Egiptem do ćwierćfinałów. W 2006 roku znalazł się w kadrze powołanej przez Hassana Shehatę na Puchar Narodów Afryki 2006. Spisywał się udanie, a w finale z Wybrzeżem Kości Słoniowej (0:0 po 120 minutach), w serii rzutów karnych obronił strzały Didiera Drogby i Bakariego Koné, a Egipt wygrał 4:2 i został mistrzem Afryki. W tamtym roku federacja CAF uznała go Bramkarzem Roku w Afryce. W 2008 roku Shehata powołał go na Puchar Narodów Afryki 2008, a Egipt ponownie wywalczył mistrzostwo kontynentu. W 2010 roku po raz trzeci wygrał Puchar Narodów Afryki. W 2017 wystąpił po raz 7 w Pucharze Narodów Afryki. Z reprezentacją na boiskach Gabonu zdobył srebro ulegając w finale reprezentacji Kamerunu 1:2. Został najlepszym bramkarzem tych rozgrywek.
W 2018 roku znalazł się w kadrze na mistrzostwa świata. 25 czerwca, występując w ostatnim meczu grupowym, przegranym z Arabią Saudyjską 1:2, w którym obronił rzut karny, został najstarszym piłkarzem w historii mistrzostw świata.

## Dodatkowe informacje
- W 2002 w meczu Superpucharu Afryki przeciwko Kaizer Chiefs z RPA El-Hadary zdobył gola z 70 metrów strzałem z rzutu wolnego.
- Jest najstarszym piłkarzem, który wystąpił w meczu mistrzostw świata w wieku 45 lat i 161 dni.